# Javaner (Suriname)

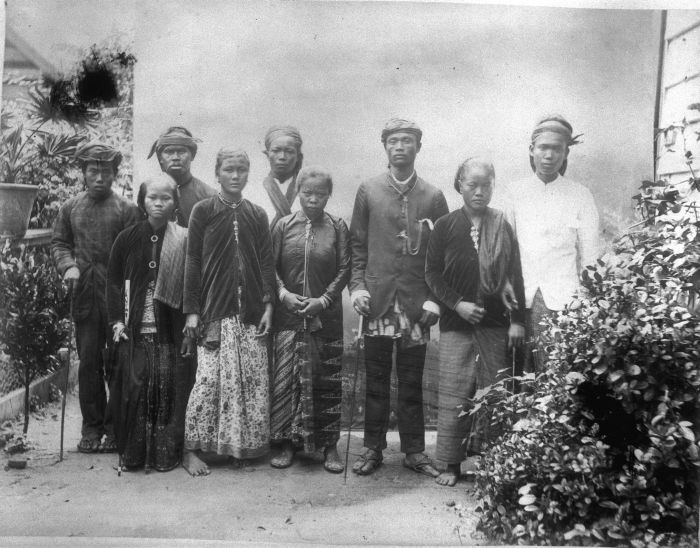
Indonesische Einwanderer in Suriname, Foto circa 1890–1900

Javaner sind eine Bevölkerungsgruppe in Suriname von indonesischer Abstammung. Die ersten Javaner kamen 1890 aus dem ehemaligen Niederländisch-Indien als Kontraktarbeiter nach Suriname. 

## Kontraktarbeiter
Die vor allem in Niederländisch-Indien tätige, einflussreiche Nederlandsche Handel-Maatschappij (NHM) begann 1890 erstmals mit dem Versuch, Kontraktarbeiter aus Niederländisch-Indien auf ihrer Zuckerrohrplantage Mariënburg, am linken Ufer des Unter-Commewijne, einzusetzen. Am 9. August 1890 kam das erste Boot mit 94 Javanern an Bord im Hafen von Paramaribo an. Die Ankunft der so dringend benötigten Arbeitskräfte für die Plantagen wurde durch die meisten Pflanzer mit Freude begrüßt. Durch die Kontraktanten aus Java sollte Suriname weniger abhängig sein von der Haltung der Britischen Regierung, die jederzeit die Einfuhr von Arbeitern aus Britisch-Indien – die so genannten Hindustanen – stoppen konnte. 
Als der Versuch als erfolgreich angesehen wurde, nahm ab 1894 die Kolonialverwaltung die Anwerbung von Javanern selbst in die Hand. 
Die Kontraktarbeiter kamen aus Dörfern in Mittel- und Ost-Java. Die Sammelstellen und Abreisehäfen waren in Batavia, Semarang und Tanjung Priok. Die angeworbenen Arbeiter und eventuelle Familienangehörige wurden bis zur Abreise in einem Depot untergebracht. Hier wurden sie registriert, ärztlich untersucht und der Arbeitsvertrag unterschrieben.

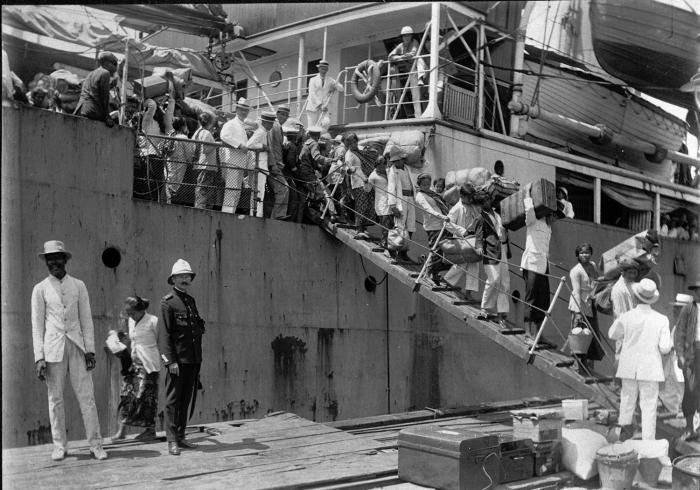
Ankunft von Immigranten aus Java in Paramaribo, 1928

Der Arbeitsvertrag hatte eine Laufzeit von fünf Jahren. Nach Ablauf der Zeit konnten die Javaner auf Kosten der niederländischen Regierung nach Java zurückkehren. Der Minimallohn betrug für einen Mann 60 Cent und eine Frau 40 Cent pro Tag.
Die Immigranten wurden zur Arbeit auf den Plantagen angeworben. Eine Ausnahme hiervon bildete eine Gruppe von 77 Javanern, die 1904 speziell für den Bau einer Eisenbahnstrecke angeheuert wurden. Ab dem Ersten Weltkrieg arbeiteten Javaner auch bei dem Bauxitunternehmen Suralco (Suriname Aluminium Company), einer Tochter der Alcoa in Moengo. 
Durch die Schließung vieler Plantagen ab 1930 als Folge der Weltwirtschaftskrise veränderte sich das Bild sehr schnell. Die Javaner verließen die Plantagen und begannen mit eigenen kleinen
landwirtschaftlichen Betrieben. Hierfür waren vom Gouvernement Grundstücke ausgegeben worden. Es handelte sich hierbei überwiegend um aufgegebene Plantagen, die parzelliert wurden.
Die Immigration von Javanern endete am 13. Dezember 1939. Der Ausbruch des Zweiten Weltkrieges verhinderte die Ausführung eines groß abgefassten Planes, um ganze Dörfer (desa’s) aus Java nach Suriname zu überführen.

## Politik
1946 wurde durch Iding Soemita eine politische Partei gegründet, die als wichtigstes Ziel hatte, das Recht auf Rückkehr von Javanern nach Indonesien durchzusetzen. Diese Partei, die Persatuan Indonesia, ging drei Jahre später in die noch heute (2015) bestehende Partei Kaum Tani Persatuan Indonesia (KTPI) auf. Es entstand noch eine zweite Partei unter den Javanern in Suriname, die Pergerakan Bangsa Indonesia Suriname (PBIS). Diese Gruppierung hatte anfänglich als Programm, sich in die Innenpolitik von Suriname einzumischen. Sie kandidierte allerdings erfolglos bei den 1949 abgehaltenen Parlamentswahlen zu den Staten van Suriname. Nach diesen verlorenen Wahlen erfolgte ein parteipolitischer Kurswechsel, der dazu führte, dass die Partei sich vollkommen aus dem politischen Leben in Suriname zurückzog. Man stellte die Verbundenheit mit der zu dieser Zeit bereits ausgerufenen Republik Indonesien immer stärker in den Vordergrund.

## Sumatra
1953 reiste eine große Gruppe von circa 300 Familien mit ungefähr 1200 Personen unter Leitung von Salikin Hardjo mit dem Schiff nach Indonesien zurück. Ihr Wunsch, sich auf Java oder in Lampung niederzulassen, wurde durch die indonesische Regierung nicht genehmigt. Stattdessen wurden sie angewiesen, sich in Sumatra Barat anzusiedeln. Hier gründeten sie das Dorf Tongar, im Distrikt Pasaman Barat, nördlich der Stadt Padang. Sie integrierten sich trotz religiöser Unterschiede problemlos in der dort ansässigen Minangkabau-Gemeinschaft.

## Niederlande
In den 1970er Jahren, vor und nach der Unabhängigkeit von Suriname am 25. November 1975, verlegten circa 20.000 bis 25.000 surinamische Javaner ihren Wohnsitz in die Niederlande. Sie zogen vor allem in und rund um die Städte Groningen, Amsterdam, Den Haag, Rotterdam und Zoetermeer.

## Anzahl
Insgesamt kamen 32.956 javanische Immigranten nach Suriname. Hiervon reisten rund 26 % (8.684 Personen) bis 1954 nach Indonesien zurück. Bei einer Volkszählung 1972 wurden in Suriname 57.688 und 2004 71.879 Javaner gezählt. Außerdem wurden 2004 rund 60.000 Einwohner von gemischter Herkunft notiert; auch hiervon ist eine unbekannte Anzahl von (teils) javanischer Abstammung.
Bei der 8. Volkszählung im Jahre 2012 gaben 73.975 Personen an, javanischer Abstammung zu sein. Das entspricht einem Anteil von 13,7 % an der Gesamtbevölkerung.